# Wintertuin (productiehuis)
Wintertuin is een literatuurorganisatie in de Nederlandse stad Nijmegen. Wintertuin organiseert literatuurprogramma's, workshops, industriedagen en literatuurfestivals, waaronder het jaarlijkse Wintertuinfestival in Nijmegen op Tweede Paasdag, en Nieuwe Types, een festival over de toekomst van literatuur in Arnhem, in het laatste weekend van oktober.

## Ontwikkeling
Het productiehuis is voorgekomen uit het Wintertuinfestival, een evenement dat in 1991 in Arnhem van start ging met de Stichting De Wintertuin. Tot 1999 was dat een tweejaarlijks festival van vier dagen in Arnhem en Nijmegen. Directeuren waren Ares Koopman tot 1996 en Jos Joosten tot 1998.
Vanaf 1999 is Frank Tazelaar directeur en vindt het Wintertuinfestival jaarlijks plaats. In 2004 werd Literair Productiehuis Wintertuin opgericht en sindsdien worden er het hele jaar door activiteiten georganiseerd in Nederland, België en Duitsland.
Sinds 2017 vormt Wintertuin samen met Theater aan de Rijn uit Arnhem (theater & dans) en BRUT (muziek) de netwerkorganisatie De Nieuwe Oost.

## Producties
Recente producties van theateruitvoeringen tot tentoonstellingen en concerten waren te zien in Bellevue en de Melkweg in Amsterdam, Patronaat te Haarlem, Museum Boijmans Van Beuningen te Rotterdam en tijdens festivals als Lowlands en De Nachten in Antwerpen.

## Uitgeverij
Wintertuin heeft een eigen online platform en geeft sinds 2009 ook boeken uit. In het fonds van Wintertuin worden niet alleen boeken uitgegeven die bij producties en projecten horen, maar ook zelfstandige publicaties. De focus ligt daarbij op boeken die niet snel bij een reguliere uitgeverij zullen verschijnen en aansluiten op de multidisciplinaire geest van de Wintertuin. Wintertuin geeft sinds 2014 ook chapbooks uit van talentvolle makers en ontving hiervoor de Lokienprijs.

## Agentschap
Vanaf 2014 is Wintertuin naast productiehuis ook literair agent. Een kleine groep talentvolle, jonge schrijvers wordt door Wintertuin intensief begeleid bij hun carrière. De schrijvers krijgen zowel artistieke ondersteuning als coaching bij de opbouw van hun beroepspraktijk. Wintertuin is een agentschap nieuwe stijl. Naast vertegenwoordiging van de auteurs biedt Wintertuin een compleet platform: redactionele begeleiding bij de totstandkoming van nieuw werk, optredens in literaire producties en tijdens (literaire) evenementen en de mogelijkheid les te geven binnen het workshopprogramma van Wintertuin.
TIjdens het jaarlijkse Wintertuinfestival presenteren schrijvers uit het agentschap zich aan het grote publiek met de presentatie van hun chapbook, een kleine publicatie waarin het kunnen van de auteur getoond wordt.